# Haiku

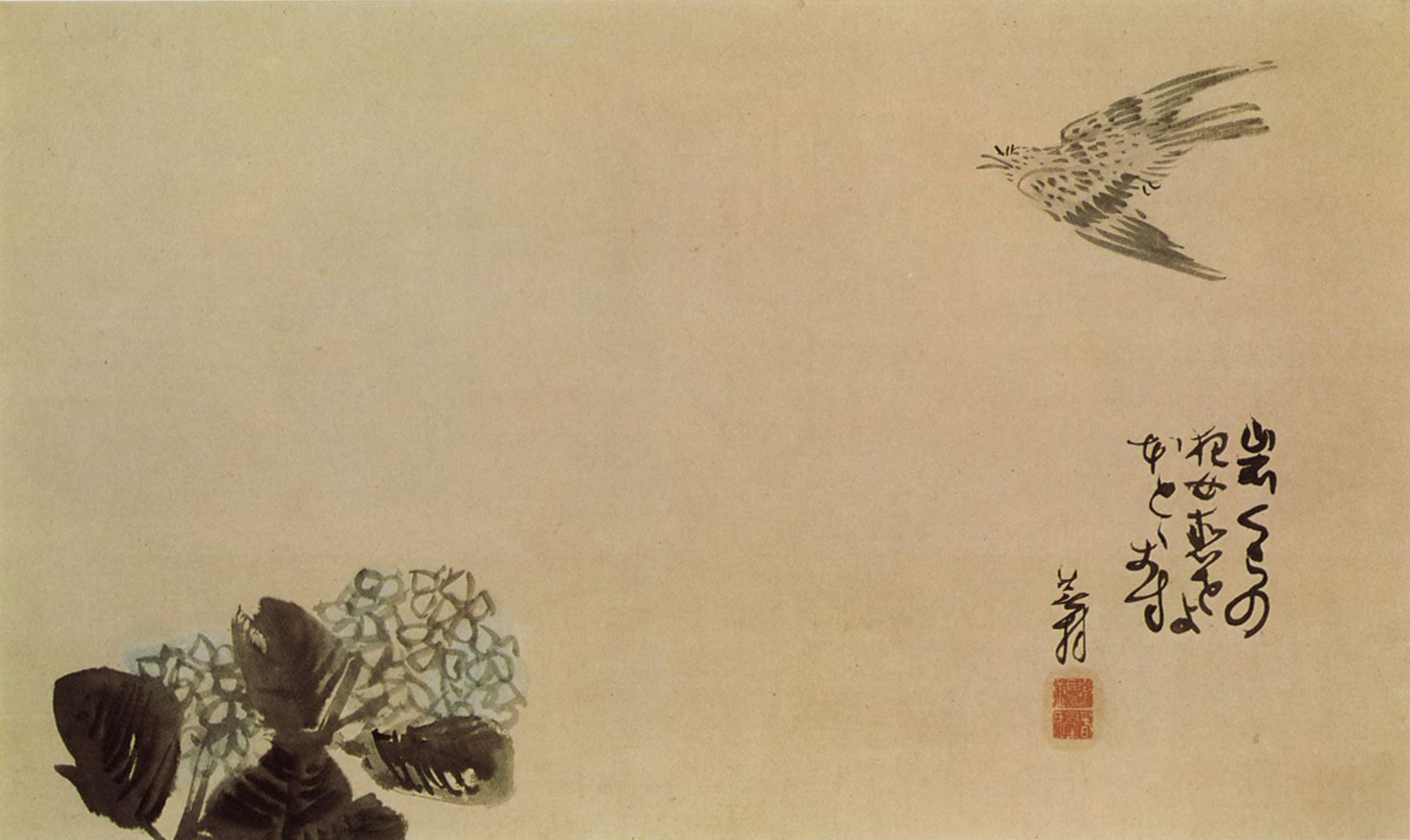

Haiku (tiếng Nhật: 俳句, âm Hán Việt: Bài cú) là loại thơ độc đáo của Nhật Bản, xuất phát từ ba câu đầu (発句 hokku, phát cú) của những bài renga (連歌 liên ca) có tính trào phúng gọi là renga no haikai (連歌の俳諧) mà sau gọi là haikai (俳諧 bài hài).

## Xuất sinh
Thể thơ haiku ra đời vào thế kỷ 17 và phát triển mạnh vào thời kỳ Edo (1603 - 1867). Lúc sơ khởi haiku mang sắc thái trào phúng nhưng dần chuyển sang mang âm hưởng lắng tịnh của Thiền tông. Thiền giả thi sĩ lỗi lạc Matsuo Bashō được coi là người khai sinh thể loại và Yosa Buson cùng Masaoka Shiki đã phát triển thể thơ này thêm hoàn thiện, cho nó thể thức, tên gọi như ta thấy ngày nay.
Haiku có lẽ là thể thơ ngắn nhất thế giới bởi mỗi bài haiku, mặc dù đôi khi có bài biến thể, nhưng đại để chỉ vỏn vẹn 17 âm tiết trong 3 câu, ngắt thành 5 + 7 + 5. Tuy gọi là ba câu nhưng theo truyền thống thì người Nhật viết cả bài haiku theo hàng dọc thẳng một cột chứ không chia thành ba. 17 âm tiết tiếng Nhật có khi chỉ vài ba từ ít ỏi. Bài thơ "Con ếch" nổi tiếng của Matsuo Bashō trong tập Xuân nhật (Haru no hi, 1686) là một bài tiêu biểu có cú pháp 5 + 7 + 5 âm tiết:
古池や (fu-ru-i-ke ya)
蛙飛込む (ka-wa-zu to-bi-ko-mu)
水の音 (mi-zu no o-to)
Bài thơ trên có thể viết theo ba dạng:
古池や蛙飛込む水の音 (kanji)
ふるいけやかわずとびこむみずのおと (hiragana)
furuike ya kawazu tobikomu mizu no oto (rōmaji)
Dịch nghĩa:
Ao xưa;
con ếch nhảy vào
vang tiếng nước xao.
Tạm chuyển thể 5 + 7 + 5:
Thửa ao nước ngày xưa
con ếch kia chợt nhảy tòm vào
tiếng nước bắn tóe ùm

## Nội dung
Về nội dung haiku có luật cơ bản là không đả động đến cảm xúc mà chủ yếu chỉ ghi lại sự việc xảy ra trước mắt. Vì số chữ giới hạn trong 17 âm tiết nên thơ haiku thường chỉ diễn tả được một sự kiện diễn ra nhãn tiền ngay tức thì. Tuy là một sự việc nhưng haiku lại lồng hai ý tưởng bất ngờ lại với nhau.
Ôi những hạt sương (sự kiện hiện tại)
Trân châu từng hạt (ý tưởng thứ 1)
Hiện hình cố hương (ý tưởng thứ 2)
Một bài Haiku Nhật luôn tuân thủ hai nguyên lý tối thiểu, đó là bốn mùa của thiên nhiên và tính tương quan giữa hai ý tưởng. Trong thơ bắt buộc phải có kigo (quý ngữ) nghĩa là từ miêu tả mùa màng một cách gián tiếp. Trong bài không thì không nói rõ xuân, hạ, thu, đông nhưng sẽ nhắc đến hoa anh đào, lá úa vàng, tuyết phủ trắng... Ngoài ra bài thơ sẽ liên kết một hình ảnh bao la của vũ trụ ăn khớp với một hình ảnh bé nhỏ của đời thường.
Tiếng ve kêu râm ran (tiếng ve kêu chỉ mùa hạ)
Như tan vào trong than trong đá
Ôi, sao tĩnh lặng quá!
Ðọc thơ Haiku, ta cảm được vị trí đứng ở ngoài sự kiện của tác giả vì có hình sắc, có âm thanh mà cảm xúc thì không bộc bạch.
Cỏ hoang trong đồng ruộng
Dẫy xong bỏ tại chỗ
Phân bón!
Dù không nói ra nhưng người đọc vẫn có thể nghiệm được tình cảm của tác giả, một tình cảm nhè nhẹ, bàng bạc trong cả bài thơ, nói lên niềm vui sống hay sự cô đơn, đôi khi cũng nêu ra điểm tác giả thắc mắc về cuộc đời của con người: ngắn ngủi, phù du, trước sự vĩnh hằng của thiên nhiên.
Thế giới này như giọt sương kia
Có lẽ là một giọt sương
Tuy nhiên, tuy nhiên...
Thơ có khuynh hướng gợi ý hay ám chỉ gián tiếp nhẹ nhàng qua hai hình ảnh tương phản: một là trừu tượng sống động và linh hoạt, một là cụ thể ghi dấu thời gian và nơi chốn.
Trăng soi (hình ảnh trừu tượng)
Một bầy ốc nhỏ (hình ảnh cụ thể)
Khóc than đáy nồi (nơi chốn cụ thể)
Nhà thơ không giải thích hay luận về sự liên kết giữa hai hình ảnh này, chỉ diễn tả sự vật theo bản chất tự nhiên của nó. Người làm thơ phải tự đặt mình như một đứa trẻ lúc nào cũng có cảm giác bỡ ngỡ, lạ lùng khi tiếp xúc lần đầu tiên với ngoại giới. Một bài thơ haiku hay là làm sống lại những gì đã chôn sâu trong ký ức và đưa ra những cảm giác sâu sắc, tế nhị, để tự nó khơi lại trí tưởng tượng và mơ ước của người đọc để người đọc tự suy diễn, cảm nhận.
Chim vân tước bay
Thở ra sương gió
Dẫm lướt từng mây
Thơ có âm hưởng như một bài kệ, sàn lọc từng chữ, không dư mà cũng không thiếu, cốt sao nói đến chính cái đang là - "đương hạ tức thị". Nó nắm bắt thực tại ngay trong giây phút nảy mầm, cái đang xảy ra lắm khi chuyên chở cả một vũ trụ thu gọn vào trong thời điểm đó, tiểu thế giới và đại thế giới hòa nhập vào nhau. Một diễn tiến trước mắt khiến ta liên tưởng đến một hiện tượng hay biến cố nào đó trong một kinh nghiệm sống của riêng mình. Kỹ xảo của haiku là giản lược tối đa chữ nghĩa trong thơ để vận dụng trí tưởng tượng nơi người đọc. Kết quả là nó phá bỏ ngăn cách giữa thi sĩ và độc giả để cả hai nhập làm một, đồng âm cộng hưởng trong niềm rung cảm với sự liên hệ rất tinh tế và hài hòa của đất trời.

## Niêm luật cơ bản của haiku cổ điển
- Trong thơ haiku cổ điển bắt buộc phải có kigo (季語, quý ngữ) nghĩa là từ miêu tả một mùa nào đó trong năm. Từ này có thể trực tiếp chỉ mùa (mùa Xuân, mùa Thu...) hay gián tiếp thông qua các hình ảnh, loài hoa, loài cây cỏ động vật, hoạt động, lễ hội... mang đặc trưng của một mùa trong năm.
- Một bài haiku thường chỉ "gợi" chứ không "tả", và kết thúc thường không có gì rõ ràng, vậy nên hình ảnh và cảm nhận sau khi đọc thơ hoàn toàn phụ thuộc người đọc.
- Mỗi bài haiku thông thường có cấu trúc âm tiết 5 + 7 + 5 trong ba câu. Tuy nhiên, ngay cả tổ sư của haiku Matsuo Basho cũng đôi khi sử dụng ít hơn hoặc nhiều hơn số âm tiết đã nói trên; chẳng hạn bài thơ sau đây có 19 âm tiết:

Kareeda ni (5 âm)	/ Trên cành khô
Karasu no tomarikeri (9 âm) / Quạ đậu
Aki no kure (5 âm)	/ Chiều thu

## Tứ trụ haiku Nhật Bản
- Matsuo Basho (松尾芭蕉) (1644 - 1694)
- Yosa Buson (与謝蕪村) (1716 - 1784)
- Kobayashi Issa (小林一茶) (1763 - 1828?)
- Masaoka Shiki (正岡子規) (1867 - 1902)